# Cafia Quingi

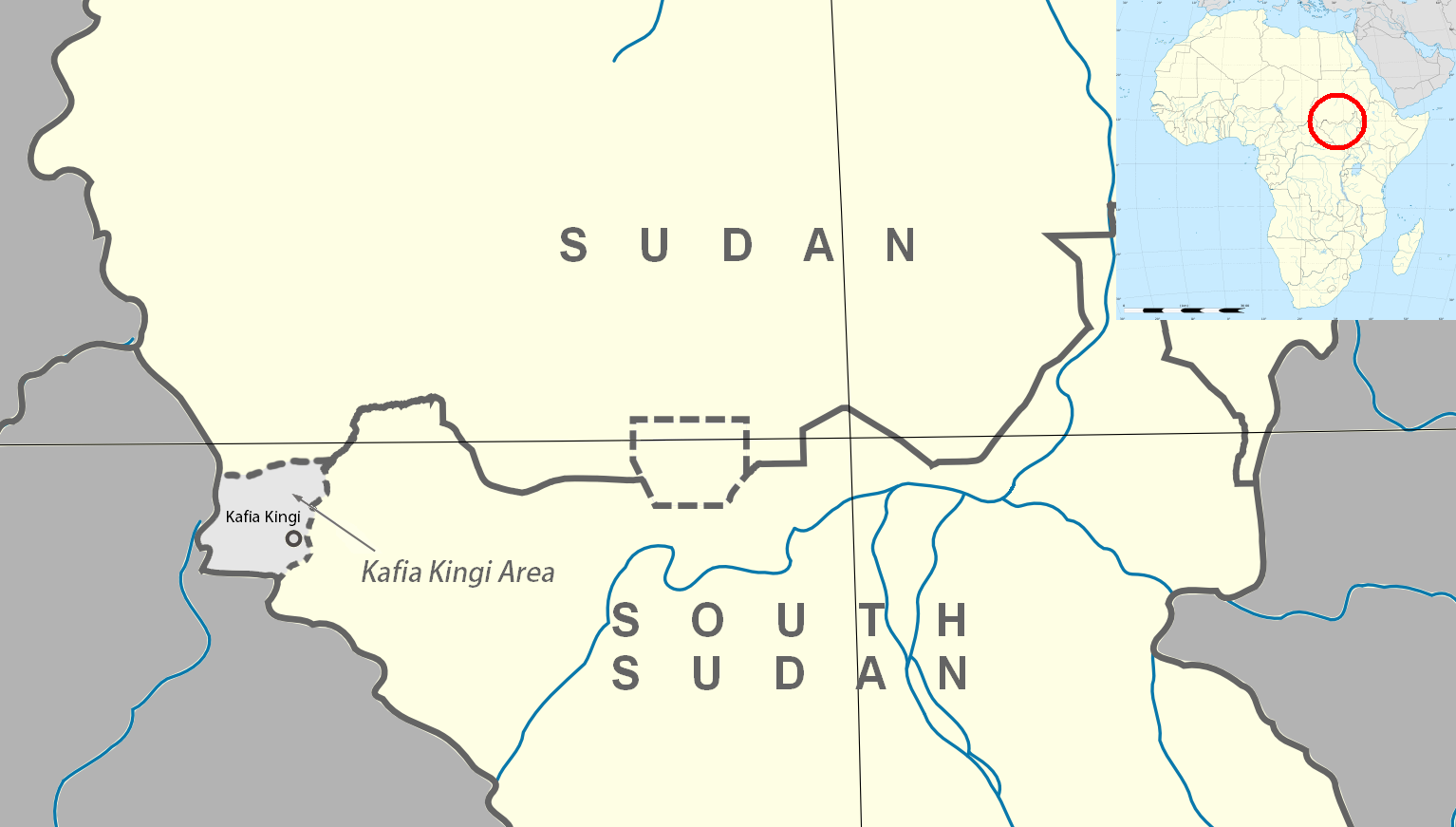
Em cinza, a área de Kafia Kingi

Cafia Quingi, Kafia Kingi (ou Kafiya Kinji) é um vilarejo que é parte do Darfur do Sul e reivindicado pelo Sudão do Sul como parte da província de Bar-El-Gazal Ocidental.

## História
A área de Cafia Quingi é uma região rica em minerais na fronteira entre o Sudão e o Sudão do Sul. Fez parte de Bar-El-Gazal Ocidental, quando o Sudão tornou-se independente em 1956, depois de 1960 foi transferido para o Darfur, que por sua vez foi dividido em 1974 em Darfur do Norte e Darfur do Sul.
Foi cedido ao Sudão do Sul sob os termos do Tratado de Naivasha de 2005 que requeria o uso da "linha norte-sul" do Sudão como de "1 de janeiro de 1956." O Sudão controla toda ou a maior desta área hoje, embora, por vezes, desde a independência do Sudão do Sul que as suas forças tem brevemente controlado grandes porções.
Acredita-se que o senhor da guerra Joseph Kony esteja escondido em Cafia Quingi.